# Florín antillano neerlandés
El florín antillano neerlandés (en neerlandés: Antilliaanse gulden o simplemente gulden) fue la moneda de las Antillas neerlandesas, un territorio de ultramar del Reino de los Países Bajos. Tras la disolución de las Antillas Neerlandesas en 2010, permaneció como la moneda de Curazao y San Martín. Estaba subdividido en 100 céntimos (singular: cent).
El 31 de marzo de 2025 entró en circulación en Curazao y San Martín el florín caribeño, sustituyendo al florín antillano. Tras un período de cocirculación hasta el 30 de junio de 2025, el florín antillano neerlandés dejó de ser de curso legal.

## Historia
En el siglo XVIII, el florín neerlandés circulaba en las Antillas neerlandesas. Esto cambió en 1794 mediante la emisión del florín de las Indias Occidentales Neerlandesas para sus posesiones en América y África Occidental. Entonces, el gulden estaba dividido en 20 stuiver.
Entre 1798 y 1828, el reaal de Curaçao circuló también en Bonaire y Aruba, a razón de 1 reaal = 6 stuiver o 3⅓ reaal = 1 florín. El florín neerlandés fue reintroducido en 1828, ahora subdividido en 100 centen. Cuando las Antillas Neerlandesas pasaron a depender de Paramaribo circularon en Surinam y Dependencias un resello en 1838 con monograma: C incusa en óvalo en relieve de cortes de cuartos triangulares de 1 florín neerlandés y en 1840 y 1841 se reacuñó para 1 centen la moneda de 1 stuiver con año 1822, circulando ambas hasta 1845.
La moneda comenzó a ser emitida de nuevo de manera específica para las Antillas Neerlandesas, fue nombrada Curaçao, con los primeros billetes y monedas introducidos en 1892 y 1900 respectivamente, con denominación en moneda neerlandesa. El nombre “Antillas Neerlandesas” (Nederlandse Antillen) fue introducido en 1952.
En 1940, tras la ocupación alemana de los Países Bajos, el enlace con la moneda neerlandesa se rompió, y el florín fue establecido con respecto al dólar estadounidense a 1,88585 florines = 1 dólar. La tasa fue ajustada a 1,79 florines = 1 dólar en 1971.
En 1986, Aruba ganó un estatus de autonomía y se separó de las Antillas Neerlandesas. En poco tiempo, Aruba comenzó a emitir su propia moneda, el florín arubeño, que sustituyó al florín de las Antillas Neerlandesas a un cambio de 1:1.
Con la disolución de las Antillas Neerlandesas el 10 de octubre de 2010, el florín antillano fue reemplazado por el dólar de EE. UU. el 1 de enero de 2011 en las islas de Bonaire, Saba y San Eustaquio.
El 31 de marzo de 2025 entró en circulación en Curazao y San Martín el florín caribeño, sustituyendo al florín antillano a un cambio de 1:1. Tras un período de cocirculación hasta el 30 de junio de 2025, el florín antillano neerlandés dejó de ser de curso legal. Se estableció como fecha límite de canje del florín antillano el 31 de marzo de 2026 en bancos comerciales y el 31 de marzo de 2055 en el Banco Central de Curazao y San Martín.

## Monedas
En 1794 fueron acuñadas en la ceca de Utrecht monedas de plata del florín de las Indias Occidentales Neerlandesas con valor de 2 centavos (stuivers, en neerlandés), ¼, 1 y 3 florines (gulden). Tras la reintroducción del florín neerlandés en 1828, pasaron a depender del gobierno de Paramaribo y en 1838 algunas monedas de 1 florín fueron cortadas en cuartos triangulares y cada unoresellado con un monograma: C incusa en óvalo de relieve, y circularon también en la colonia de Surinam hasta 1845, año que se separaron.
En 1900 y 1901, fueron introducidas las monedas de 1⁄10 y ¼ de florín de plata, las cuales circularon junto con las monedas neerlandesas. Tras la desvinculación de la moneda antillana neerlandesa de la neerlandesa, fue introducida la moneda de 1 cent de bronce en 1942, seguida por otra de 5 centen de cuproníquel en 1943. Las monedas de 2½ centen de bronce y de 1 y 2½ florines de plata fueron introducidas en 1944.
En 1952 apareció en las monedas el nombre “Nederlandse Antillen”. En 1970 el níquel reemplazó a la plata, si bien la moneda de 2½ florines no fue reintroducida hasta 1978. Las monedas de 1 y 2½ centen de aluminio fueron introducidas en 1979. En 1989, siguieron las de 5 centen de aluminio, las de 10, 25 y 50 centen de acero con aleación de níquel y las de 1 y 2½ florines, seguidas por las de 5 florines en 1998.

## Billetes
En 1892, el Curaçaosche Bank introdujo billetes en denominaciones de 25 y 50 centen, 1 y 2½ florines. Esta fue la única emisión de denominaciones en centen. Los billetes de 5, 10, 25, 50, 100, 250 y 500 florines siguieron a esta emisión en 1900. Los de 1 y 2½ florines fueron suspendidos en 1920 pero reintroducidos por el gobierno en 1942 como muntbiljet.
Desde 1954, el nombre “Nederlandse Antillen” aparece en el reverso de los billetes del Curaçaosche Bank y, desde 1955, los muntbiljet (solo el billete de 2½ florines) fueron emitidos también con ese nombre. En 1962, el nombre del banco fue cambiado al de Bank van de Nederlandse Antillen (Banco de las Antillas Neerlandesas). En 1970, una emisión final de muntbiljet fue emitida en denominaciones de 1 y 2½ florines. El billete de 500 gulden no es emitido desde 1962.